# Морень (Долж)
Морень, Морені (рум. Moreni) — село у повіті Долж в Румунії. Входить до складу комуни Четате.
Село розташоване на відстані 243 км на захід від Бухареста, 64 км на південний захід від Крайови.

## Населення
За даними перепису населення 2002 року у селі проживали 716 осіб, усі — румуни. Усі жителі села рідною мовою назвали румунську.